# Баничени (Леринско)
Баничени (на гръцки: Βεύητες, Вевитес) са жителите на село Баница (Веви), Гърция. Това е списък на най-известните от тях.

## Родени в Баница
А — Б — В — Г — Д –
Е — Ж — З — И — Й —
К — Л — М — Н — О —
П — Р — С — Т — У —
Ф — Х — Ц — Ч — Ш —
Щ — Ю — Я

### А
- Александрос Холерис (Αλέξανδρος Χολέρης), гръцки андартски деец от втори клас, син на Трифон Холерис[1]
- Алексо Джорлев (Алеко, ? – 1915), български революционер, войвода на чета в Македоно-одринското опълчение
- Атанас Георгиев, македоно-одрински опълченец, 1 рота на 10 прилепска дружина[2]

### Б
- Борис Благоев Мангов (1942 – 2006), канадски общественик, председател на Обединени македонци в 2003 – 2006 година
- Борис Ванов (1932 – 2006), американски телевизионен и филмов продуцент
- Боро Пейчинов (р. 1942), северномакедонски карикатурист и аниматор

### В
- Вангел Апчев (1930 – 1949), гръцки комунист, загинал по време на Гражданската война между Мандраджик и Турчели, Сярско[3]
- Вангел Койчев (1910 – 1953), гръцки комунистически деец
- Вангел Търпанов, македоно-одрински опълченец, 4 рота на 8 костурска дружина, Сборна партизанска рота на МОО, попаднал в гръцки плен в Междусъюзническата война[4]
- Васил, деец на Цариградския революционен комитет към 1901 година[5]
- Васил Анев, деец на ВМОРО, заловен в 1903 година, изпратен на заточение, убит в Мала Азия[6]
- Васил Дело, арестуван през август 1903 година, обвинен в „даване на укритие на българските комити“, осъден на 3 години каторга, заточен в Диарбекир, амнистиран с общата амнистия от 12 април 1904 година, вероятно от Баница[7]

### Г
- Геле Алушев (? – 1905), български революционер
- Георги Андонов Баджев (Баджов), македоно-одрински опълченец, 30-годишен, 1 рота на 10 прилепска дружина, носител на кръст „За храброст“ IV степен;[8] според молбата му за народна пенсия е от Лобаница[9]
- Георги Тодев (1893 – ?), македоно-одрински опълченец, 1 рота на 11 сярска дружина[10]
- Георги Янчев (1887 – ?), македоно-одрински опълченец, 1 рота на 11 прилепска дружина[11]

### Д
- Данил Коста, арестуван през август 1903 година, обвинен в „даване на укритие на българските комити“, осъден на 15 години каторга, заточен в Диарбекир, амнистиран с общата амнистия от 12 април 1904 година[12]
- Дзоле Стойчев (Дзоле Гергев, Атеш паша) (1867 – 1909), български революционер
- Диме Топалов (Димо), македоно-одрински опълченец, 1 рота на 10 прилепска дружина, загинал в Междусъюзническата война на 18 юни 1913 година[13]
- Димитър Великин (1908 – 1997), гръцки комунистически деец
- Димитър Чоков (1887 – ?), македоно-одрински опълченец, 2 рота на 10 прилепска дружина[14]
- Дине Гогов (1888 – 1958), български революционер и емигрантски деец
- Дине Неделков (1876 – след 1943), български революционер
- Дине Попалов (1892 – 1913), македоно-одрински опълченец, 1 рота на 10 прилепска дружина, загинал в Междусъюзническата война на 18 юни 1913 година[15]
- Дине Попанов (1892 – 1913), македоно-одрински опълченец, 1 рота на 10 прилепска дружина, загинал в Междусъюзническата война на 17 юни 1913 година при Румена бука[16]
- Доно Холеров (? – 1913), гъркомански революционер

### И
- Иван Мицев (Мицов, 1887 – ?), македоно-одрински опълченец, 2 рота на 10 прилепска дружина, ранен на 6 и 7 ноември 1912 година, Сборна партизанска рота, попаднал в гръцки плен и освободен на 9 март 1914 година, носител на кръст „За храброст“ IV степен[17]
- Илия Гъсков (Ильо), български революционер от ВМОРО
- Илия Италиянчето, български революционер
- Илия Которкин (1884 – 1934), български революционер
- Иван Н. Наумов (1893 – ?), македоно-одрински опълченец, 2 рота на 10 прилепска дружина[18]
- Илия П. Минков (1876 – ?), македоно-одрински опълченец, 3 рота на 13 кукушка дружина, носител на кръст „За храброст“ IV степен[19]

### К
- Кики Мангова-Понявич (р. 1940), северномакедонски юрист и икономист
- Киро Качаров, български революционер от ВМОРО
- Коле Мангов (р. 1940), северномакедонски поет и публицист
- Константин Кирчев, македоно-одрински опълченец, Сборната партизанска рота на МОО, попаднал в гръцки плен[20]
- Коста Генов Гъсков – Звездара, български революционер от ВМОРО[21]
- Коста Иванов (1876 – ?), македоно-одрински опълченец, четата на Коста Христов Попето[22]
- Костадин Кочев (Κωνσταντίνος Κωτσόπουλος), гръцки андартски деец от четвърти клас, син на убития Киряк Кочев, за отмъщение убива бащата на Леко Джорлев Гиче, бяга в Канада където заедно с Е. Трайко, П. Ницопулос (брат му), Й. Каравитис и С. Еригориу развиват пропагандна борба с българите[1]
- Костадин Кръстев, македоно-одрински опълченец, 4 рота на 8 костурска дружина, Сборна партизанска рота[23]
- Костадин Трифонов (8 януари 1871 – ?), в 1892 година завършва с четвъртия випуск педагогическите курсове на Солунската българска мъжка гимназия,[24] македоно-одрински опълченец, нестроева рота на 6 охридска дружина[25]
- Кочо Трифонов Робев (1915 – 1944), гръцки комунист, роден в бедно семейство, работник, член на Работническа взаимопомощ от 1932 година, в 1933 - 1934 година сред създателите на миньорски синдикат, на 29 октомври 1940 година заточен на Хиос, освободен през май 1941 година след капитулацията на Гърция, в 1942 година влиза в КХГ и ЕАМ,  арестуван на 18 януари 1944 година заедно с Лазо Лочев и затворен в лагера „Павлос Мелас“ в Солун, след освобождението си продължава да се занимава с комунистическа дейност, убит е в Попължани[26]
- Кръсте Мице, арестуван през август 1903 година, обвинен в „даване на укритие на българските комити“, осъден на 3 години каторга, заточен в Диарбекир, амнистиран с общата амнистия от 12 април 1904 година[12]
- Кръсто Димитров, македоно-одрински опълченец, 3 рота на 8 костурска дружина[27]
- Кърсто Дафов, български революционер от ВМОРО, четник на Кузо Попдинов[28]

### Л
- Лазар Бошев (Хаджибошев, 1884 – ?), македоно-одрински опълченец, 1 рота на 10 прилепска дружина, носител на орден „За храброст“ IV степен[29]

### М
- Мице Тимев (1874 – ?), македоно-одрински опълченец, четата на Павел Христов[30]
- Мицкало, български революционер от ВМОРО
- Мицо Куртов, македоно-одрински опълченец, четата на Пандо Шишков[31]
- Мичо Неделков (1917 – 1948), гръцки комунист; влиза в КПГ, след Споразумението от Варкиза е избран за председател на партийния комитет в Буф; сред първите, които се присъединяват към ДАГ; участва в сражението на Грамос през лятото на 1948 година като комисар на батальон от 14-а бригада, като води контрааката за връща на връх Николери над Гърлени, на 1 август 1948 година е произведен в капитан; в последвалото сражение на Дъмбенската планина е тежко ранен при Ничова чешма на 23 септември 1948 година и умира[32]

### Н
- Наце Дзоле Катин – Бабунски (1872 – 7 март 1908), български революционер, загинал в Попължани
- Нацо Кочев (? – 1908), български революционер
- Наум Абов (1930 – 2016), активист и шахматист на Северна Македония
- Ник Ванов (1929 – 1991), американски телевизионен и филмов продуцент
- Никола Неделков, деец на ВМОРО, убит от младотурците в 1911 година[33]

### П
- Пандил Кочев (Παντελής Νιτσόπουλος), гръцки андартски деец от трети клас, син на Киряк Кочев (Κυριάκου Κωτσόπουλου), убит от Леко Джорлев преди 1903 година, по-късно Панделис е заловен от Дзоле Гергев, но успява да избяга, участва в Балканските войни[1]
- Павле Павлов – Димко (1924 – 1944), гръцки комунист; присъединява се към ОКНЕ в 1941 година; член на ЕПОН, член на Суровичкия районен комитет на ЕПОН; застрелян от германци на 3 април 1944 година при Сребренската река[34]
- Петре Йове, арестуван през август 1903 година, обвинен в „даване на укритие на българските комити“, осъден на 15 години каторга, заточен в Диарбекир, амнистиран с общата амнистия от 12 април 1904 година[12]
- Перо, свещеник, арестуван през август 1903 година, обвинен в „даване на укритие на българските комити“, осъден на 3 години каторга, заточен в Диарбекир, амнистиран с общата амнистия от 12 април 1904 година, вероятно от Баница[7]

### Р
- Руси Трифонов, македоно-одрински опълченец, 2 рота на 8 костурска дружина[25]

### С
- Ставро Кочев (Ставрос Коцопулос), гръцки андартски деец
- Ставро Кочев (Ставрос Коцопулос, 1910 – 1976), гръцки комунистически деец
- Стефан Апостолов (1872 или 1876 – 1937), деец на ВМОРО и македоно-одрински опълченец
- Стойче Д. Алушев, македоно-одрински опълченец, 28-годишен, земеделец, ІІІ отделение, 1 рота на 10 прилепска дружина[35]
- Стойчо Петров, македоно-одрински опълченец, щаб и 1 рота на 8 костурска дружина[36]
- Стоян Апчевски (1936 – 2012), художник от Република Македония

### Т
- Типе Гелев Ничов, войвода на банишката чета на ВМОРО в 1902 – 1903 година[37]
- Том Пецинис (р. 1935), австралийски и македонски писател
- Трифон Холерис Дуцис (Τρύφων Χολέρης ή Ντούτσης), гръцки андартски деец от трети клас, помощник на Ставро Кочев, като предотвратяват изгарянето на църквата „Св. Ана“ от четата на Дзоле Стойчев, който по-късно през 1907 година ги убива в центъра на селото[1]

### Ф
- Филип Гогов, свещеник, български активист в годините на Втората световна война, определен от гръцките власти в 1942 година като „български пропагандатор“ и „фанатик“[38]
- Филип Йован, българин, православен, арестуван преди април 1904 година, обвинен в „разбунтуване, присъединявайки се към българския бунтовнически комитет“, осъден от Извънредния съд на 3 години каторга, лежал в Битолския затвор, амнистиран с общата амнистия от 12 април 1904 година[39]

### Х
- Христо Димитров, македоно-одрински опълченец, 2 рота на 8 костурска дружина[40]

## Починали в Баница

### А
- Ангел Симеонов Симеонов, български военен деец, майор, загинал през Първата световна война[41]
- Антон Мицков (? – 1903), български революционер от ВМОРО, родом от Полог[42]

### В
- Васил Попов (1877 – 1903), български революционер

### Г
- Георги Папанчев (1870 – 1903), български революционер

### Д
- Димитър Иванов Марков, български военен деец, поручик, загинал през Първата световна война[43]

### Е
- Евстрати Дачев (1875 – 1903), български революционер
- Еленко Живков Попов, български военен деец, подпоручик, загинал през Първата световна война[44]

### З
- Зиси Дульо (? – 1908), гръцки андартски капитан[45]

### И
- Иван Делчев (? – 1903), български революционер от ВМОРО, родом от Чирпан[42]

### М
- Мицко Ганев (? – 1903), български революционер от ВМОРО, родом от Жервени или Жерви[42]

### П
- Пецо Стоянов (? – 1903), български революционер от Чеган[42]

### С
- Силян Пардов (1857 – 1903), български революционер
- Стоян Трайчев (? – 1903), български революционер от ВМОРО, родом от Пътеле[42]

### Т
- Тальо Филипов (? – 1903), български революционер от ВМОРО, родом от Будимирци[42]
- Теофан Киприянов (? – 1903), български революционер от ВМОРО, родом от Брод[42]
- Тодор Куртев (? – 1903), български революционер от ВМОРО, родом от Сливница[42]
- Трайко Николов (? – 1903), български революционер от ВМОРО, родом от Хасаново[42]

### Ф
- Филип Коцев (? – 1903), български революционер от ВМОРО, родом от Лесковец[42]

### Х
- Христо Колев (? – 1903), български революционер от ВМОРО, родом от Попадия[42]
- Христо Петров Христов, български военен деец, капитан, загинал през Първата световна война[46]
- Христо Тоньов (? – 1903), български революционер от ВМОРО, родом от Горно Върбени[42]

### Ц
- Цветко Мицков (? – 1903), български революционер от ВМОРО, родом от Хасаново[42]

## Други
- Борис Стойчев (1924 – 2010), канадски физик, по произход от Баница
- Гоцо Петров (1874 – 1916), погребан в Баница, родом от Горно Церовене
- Димитрий Киряку (р. 1974), канадски православен духовник, по произход от Баница
- Константин Гулабчев (1826 – 1908), български общественик и духовник, председател на Леринската българска община, по произход от Баница
- Майкъл Зигоманис (Джогоманов, р. 1981), канадски хокеист, по произход от Баница